# Де Пикколи, Франческо
Франческо (Франко) Де Пикколи (итал. Francesco De Piccoli, род. 29 ноября 1937, Местре) — итальянский боксёр-тяжеловес, олимпийский чемпион 1960 года, двукратный чемпион Италии.

## Биография
Основная карьера как боксёра Франческо Де Пикколи сложилась в период с 1960 по 1966 год. В 1960 году на летних Олимпийских играх в Риме стал олимпийским чемпионом. Де Пикколи был одним из трёх итальянцев, выигравших золото в боксе на домашних Играх. Де Пикколи остаётся единственным итальянцем, выигравшим олимпийское золото в боксе в тяжёлом весе.
В возрасте 28 лет он завершил карьеру боксёра, выйдя на пенсию.